# Přísaha (film)
Přísaha (v anglickém originále The Pledge) je americký dramatický film z roku 2001. Režisérem filmu je Sean Penn. Hlavní role ve filmu ztvárnili Jack Nicholson, Patricia Clarkson, Benicio del Toro, Aaron Eckhart a Helen Mirren.

## Obsazení
| Jack Nicholson     | Jerry Black      |
| Patricia Clarkson  | Margaret Larsen  |
| Benicio del Toro   | Toby Jay Wadenah |
| Aaron Eckhart      | Stan Krolak      |
| Helen Mirren       | doktorka         |
| Tom Noonan         | Gary Jackson     |
| Robin Wright Penn  | Lori             |
| Vanessa Redgrave   | Annalise Hansen  |
| Mickey Rourke      | Jim Olstad       |
| Harry Dean Stanton | Floyd Cage       |
| Costas Mandylor    | Monash Deputy    |